# Playa Arenillas Negras
La playa Arenillas Negras es una playa del océano Pacífico ubicada en la Región de Arica y Parinacota, Chile.
Se encuentra al sur del espacio urbano de Arica y de la Playa Brava. Es la única playa con arena negra de Arica, teniendo una oscura tonificación. Posiblemente sea la acción del petróleo que humedece la arena pigmentándola. Se accede por la avenida Comandante San Martín al sur.
- Datos: Q6078294